# Keith Morris (fotograf)
Keith Morris (15. srpna 1938 – 17. června 2005) byl anglický fotograf. Narodil se ve Wandsworthu a studoval fotografii na Guildford Arts School. Věnoval se převážně fotografování rockových hudebníků, jako například Marc Bolan, Led Zeppelin, Nick Drake, Janis Joplin či Richard Thompson. Je autorem fotografií na obalech alb Fear (1974), Slow Dazzle a Helen of Troy (1975) velšského hudebníka Johna Calea. Později se věnoval potápění. Zahynul při ponoru k vraku ponorky v Lamanšském průlivu.